# برادلي س. هوسمر
برادلي س. هوسمر (بالإنجليزية: Bradley C. Hosmer)‏ هو ضابط أمريكي، ولد في 8 أكتوبر 1937 في سان أنطونيو في الولايات المتحدة.